# Boris Kurakin
Boris Ivanovitj Kurakin (ryska: Борис Иванович Куракин), född 2 augusti (gamla stilen: 20 juli) 1676 i Moskva, död 28 oktober (gamla stilen: 17 oktober) 1727 i Paris, var en rysk furste och diplomat, gift med en syster till tsar Peter den stores gemål Jevdokija Lopuchina.
Kurakin skickades till Italien 1697 för att studera sjöväsendet och till Rom 1707 för att hindra, att Stanisław I Leszczyński erkändes av påven som polsk kung. Han var sedan 1709 sändebud i London, Hannover, Haag och Paris samt deltog i kongresserna i Utrecht (1713) och Braunschweig.
Kurakin var en högt bildad man med stor diplomatisk skicklighet. Han författade en skildring av sin sydländska studieresa och en självbiografi (till 1709) samt samlade ett betydande historiskt material (utgivet i sju band 1890–98 under titeln "Furst Kurakins arkiv").